# Caritasverband für die Diözese Eichstätt
Der Caritasverband für die Diözese Eichstätt ist Dachverband der organisierten Caritas (lateinisch für Nächstenliebe, Hochschätzung) und Wohlfahrtsverband der römisch-katholischen Kirche im Bistum Eichstätt. Derzeit gibt es 37 eigene Einrichtungen und 14 Sozialstationen.
Der Verband ist korporatives Mitglied des Deutschen Caritasverbandes, Landesverband Bayern e. V. 2023 betreute er 45.017 Personen.

## Geschichte
Am 3. September 1918 wurde der Verband als erster seiner Art von Bischof Leo von Mergel gegründet. Zum 1. Vorsitzenden wurde Domkapitular Karl Vogt ernannt. Im Jahr 1919 folgte die Ernennung von Domvikar Johann Waldmüller zum Caritasdirektor. 1921 waren es bereits fünfzig ambulante Krankenpflegestationen Mitglied im Verband. Er hatte damals 34 korporative und 93 persönliche Mitglieder und schloss sich mit den anderen bayerischen Diözesanverbänden dem Deutschen Caritasverband an. 1922 waren es 53 Caritasausschüsse, vierundzwanzig Kinderbewahranstalten, neun Waisenhäuser und vier Behinderteneinrichtungen. 1924 sind es 90 Caritasausschüsse. 1925 gab es an Klöstern und anderen Anstalten 29 Armenspeisungen.
Ab 1934 wurden die Caritassammlungen durch das Dritte Reich unterbunden und es wurde versucht, die Caritas durch die Nationalsozialistische Volkswohlfahrt abzulösen. Die Kindergärten und -horte wurden aufgelöst.
1945 wurden 30 Kindergärten gegründet. 1948 wurde die Zahl von 188 Caritasausschüssen erreicht. Außerdem wurde die Bahnhofsmission in Ingolstadt eröffnet. 1950 findet die Eröffnung eines Müttergenesungsheimes in Denkendorf statt. 1952 wurde der Fachverband Sozialdienst katholischer Frauen gegründet.
1962 wurden die ersten Kreisstellen in Schwabach, Neumarkt und Ingolstadt gegründet. 1963 wurde der Malteser-Hilfsdienst als zweiter Fachverband gegründet.
Es folgenden die Einweihungen der Altenheime in Ingolstadt (1965), Greding St. Magdalena (1968), Eichstätt St. Elisabeth (1970), Weißenburg St. Walburg (1971), Berching St. Franziskus (1972), Nürnberg-Langwasser St. Josef (1974), Dietfurt Bruder Balthasar Werner (1974), Neumarkt St. Johannes (1983) und Nürnberg-Altenfurt Caritas Pirckheimer (1987).
1989 gründete der Kreuzbund im Bistum einen Diözesanverein. 1990 wurde das Altenheim Heilsbronn vom Kloster Abenberg übernommen, 1991 das Altenheim in Denkendorf von der lokalen Kirchenstiftung, 1992 St. Anna in Deining vom örtlichen St.-Josefs-Verein, 1995 St. Josef in Ingolstadt-Gerolfing von der lokalen Kirchenstiftung. 1997 wurde das von der Stadt Freystadt errichtete und von der Caritas betriebene Altenheim St. Josef als Ersatz für das Caritasaltenheim in Möning eröffnet. Seit 2007 gibt es die Caritasstiftung Eichstätt.

## Struktur
Der Verband steht unter der Aufsicht des Bischofs von Eichstätt. Ihm sind als Fachverbände angeschlossen der Sozialdienst katholischer Frauen, der Malteser-Hilfsdienst und der Kreuzbund.

### Caritaseinrichtungen im Bistum Eichstätt

#### Caritaskreisstellen
Der Diözesanverband Eichstätt unterhält sieben Kreisstellen, die soziale Dienste an den folgenden Orten anbieten:
- Eichstätt
- Herrieden
- Ingolstadt
- Neumarkt
- Nürnberg-Süd
- Roth
- Weißenburg[6]

Im Bistum ist die Caritas in Abenberg, Altdorf, Altenfurt, Beilngries, Berching, Deining, Denkendorf, Dietfurt, Dollnstein, Eibach, Eichstätt, Freystadt, Gaimersheim, Gerolfing, Gunzenhausen, Heilsbronn, Herrieden, Hilpoltstein, Ingolstadt, Kösching, Monheim, Neukirchen, Neumarkt, Nürnberg-Süd, Pleinfeld, Roth, Schwabach, Spalt, Stein, Weißenburg und Wemding vertreten.

#### Fachverbände
Der Kreuzbund, der Malteser Hilfsdienst und Sozialdienst katholischer Frauen Ingolstadt sind die drei dem Caritasverband angeschlossenen Fachverbände.

#### Eigene Einrichtungen
Der Caritasverband unterhält sieben Caritas-Kreisstellen mit Außenstellen (Aufgaben sind unter anderen: Allgemeine Sozial- und Lebensberatung, Erholungsmaßnahmen, Betreuung von Migranten und Asylbewerbern, zum Teil Beratung für psychische Gesundheit, Suchtberatung, Schuldnerberatung, Kleiderkammer), fünf Erziehungsberatungsstellen, hiervon sind drei ökumenisch, zwanzig Seniorenheime, den ambulanter Pflegedienst in Abenberg, das Caritas-Zentrum St. Vinzenz (Hilfe für Menschen mit Behinderung), das Caritas-Kinderdorf Marienstein (heilpädagogische Einrichtung für Kinder und Jugendliche mit Verhaltens- und Leistungsdefiziten), die Caritas-Wohnheime und Werkstätten (einschließlich Gebrauchtwarenmarkt, Großküche und Restaurant sowie Essen auf Rädern) sowie die Zentrale in Eichstätt. Insgesamt unterhält er 37 Einrichtungen.

#### Einrichtungen in anderer kirchlicher Trägerschaft
Ein Altenheim, sieben Beratungsstellen für Ehe-, Familien- und Lebensfragen, fünf Beratungsstellen bei Schwangerschaft, vier Heime für Menschen mit Behinderung, zwei Kinderheime, sechzehn Caritas-Sozialstationen/Krankenpflegestationen, vier Ausbildungsstätten für Sozialberufe und Hauswirtschaft, zwei Suchthilfeeinrichtungen, sieben Dienste der Offenen Behindertenarbeit und circa 190 Kindergärten und -horte werden im Bistum Eichstätt von anderen katholischen Trägern wie Kirchenstiftungen betrieben.

##### Sozialstationen
Es gibt 29 korporative Mitglieder im Diözesanverband Eichstätt. Dazu gehören 14 Caritas-Sozialstationen in Bechhofen, Eichstätt, Gaimersheim, Greding, Gunzenhausen, Hilpoltstein, Ingolstadt, Monheim, Neumarkt, Nürnberg-Süd, Pleinfeld, Spalt, Stein und Wemding. Dem Caritasverband selbst gehört der Caritas-Ambulante Pflegedienst Abenberg an.

#### Caritas in den Pfarreien
In den Pfarrgemeinderäten des Bistums gibt es Sachbeauftragte für Caritas. Es engagieren sich auch nach wie vor Ehrenamtliche für die Caritas-Sammlung, aber es werden zunehmend Spendenbriefe zum Marketing-Instrument.

## Organe
Die Satzung des Caritasverbandes für die Diözese Eichstätt e. V. legt fest, dass der Verein drei Organe hat: den Vorstand, den Caritasrat und die Vertreterversammlung.

### Vorstand
- Caritasdirektor Alfred Frank, Vorstandsvorsitzender[8]/Vorsitzender[9]
- Andreas Steppberger, stellvertretender Caritasdirektor, Vorstandsmitglied[8]

#### Caritasdirektoren
- 1918–1925: Domvikar Johann Waldmüller
- 1925–1934: Domprediger Leonhard Rubenbauer
- 1934–1940: Domvikar Joseph Lautenschlager
- 1940–1958: Domvikar Eduard Wohlmuth
- 1958–1961: Domvikar Max Wittmann
- 1961–1986: Domkapitular Jakob Weidendorfer
- 1986–2001: Domkapitular Johannes Schmidt
- 2001–2009: Domkapitular Willibald Harrer
- 2009–2012: Domkapitular Rainer Brummer
- 2012–2018: Domkapitular Franz Mattes
- seit 2019: Alfred Frank[10]

#### Caritas-Präses
Im Jahr 2019 übernahm mit Alfred Frank der erste Laie die Leitung des Caritasverbandes. Zusätzlich wurde für die geistliche Leitung das Amt des Caritas-Präses geschaffen.
- 1. Januar 2019–15. Oktober 2019: Franz Mattes
- seit 15. Oktober 2019: Alfred Rottler

### Caritasrat
Der Caritasrat besteht aus 8 stimmberechtigten Mitgliedern. Er besteht aus dem/der Vorsitzenden des Caritasrats, der/die vom Bischof auf die Dauer der Amtsperiode berufen wird, dem/der Leitenden Direktor/-in der Finanzkammer der Diözese Eichstätt oder einem/r von ihm/ihr bestellten Vertreter/-in kraft seines Amtes, dem vom Bischof ernannten Präses sowie 5 Vertretern/-innen, die auf Vorschlag der Vertreterversammlung von ihren Mitgliedern gewählt werden.
- Josef Schmidramsl (Vorsitzender des Caritasrates), Eichstätt
- Josef Bogner, Neumarkt
- Dieter Kastl, Ingolstadt
- Thomas Schäfers, Diözese Eichstätt
- Thomas Beyer, Eichstätt
- Reinhard Schober, Eitensheim
- Dompropst Alfred Rottler, Eichstätt
- Raphael Vergho, Eichstätt

### Vertreterversammlung
Die Vertreterversammlung setzt sich aus den Mitgliedern des Vorstandes, den Dekanen des Bistums oder den von ihnen beauftragten Vertretern, drei Vertretern aus jedem Dekanat, acht Vertretern der Caritas-Sozialstationen, je einem Vertreter der im Bistum tätigen Fachverbände, drei weiteren Vertretern der korporativen Mitglieder, die nicht unter vorherigen beiden Punkte fallen, drei Vertretern der Caritas-Kreisstellen, fünf Vertretern der stationären Altenhilfeeinrichtungen, einem Vertreter der Erziehungsberatungsstellen, einem Vertreter des Caritas-Kinderdorfs Marienstein, einem Vertreter des Caritas-Zentrums St. Vinzenz, einem Vertreter der Caritas-Wohnheime und Werkstätten, vier Vertretern/-innen der Fachgebiete des Caritasverbands für die Diözese Eichstätt die vom Vorstand bestimmt werden, und der Vorsitzenden des Sachausschusses Gemeindecaritas des Diözesanrates der Katholiken im Bistum Eichstätt zusammen.